# 聖ジョルジオ・デイ・グレーチ大聖堂

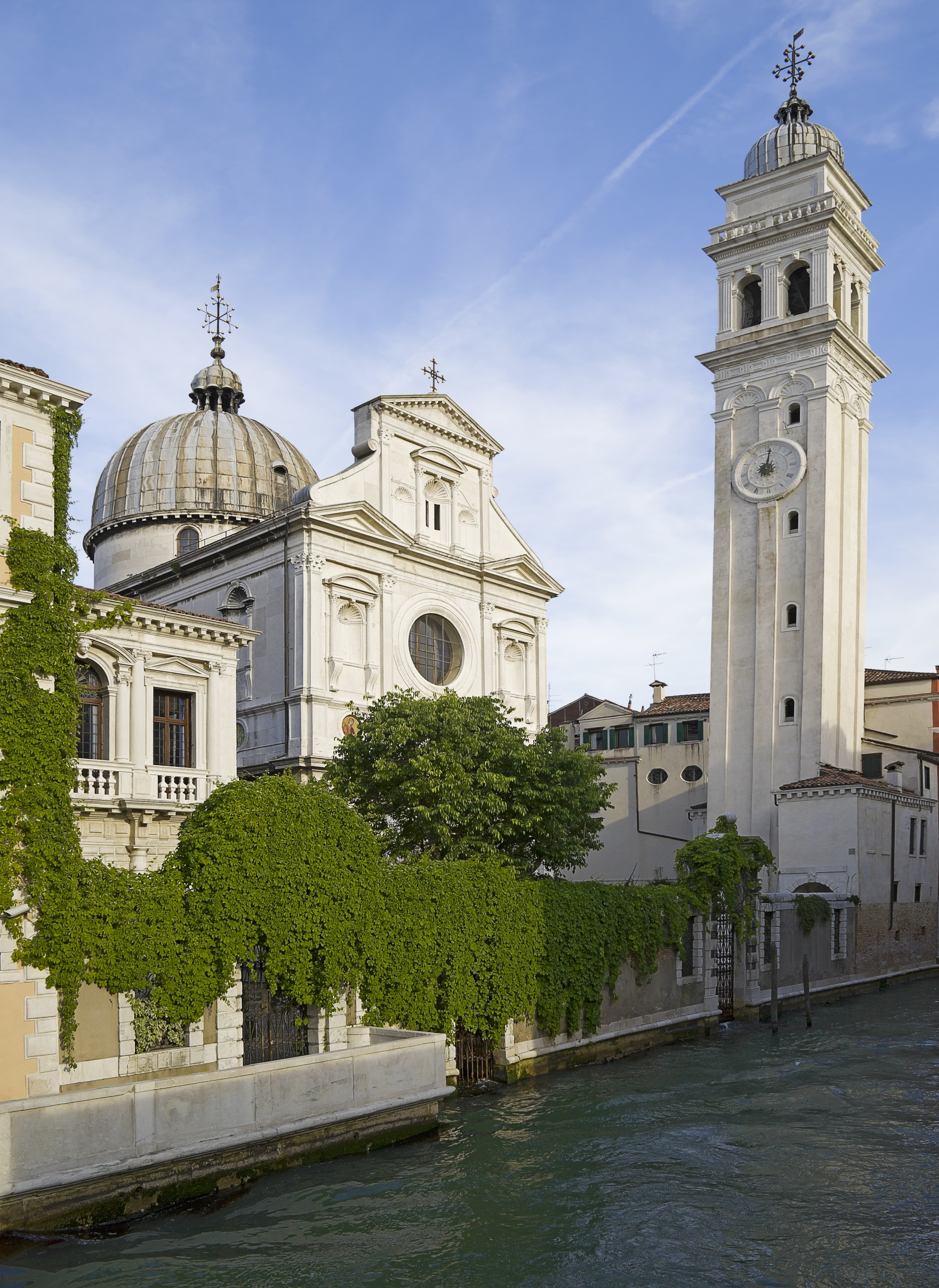
聖ジョルジオ・デイ・グレーチ大聖堂（外観、2011年）

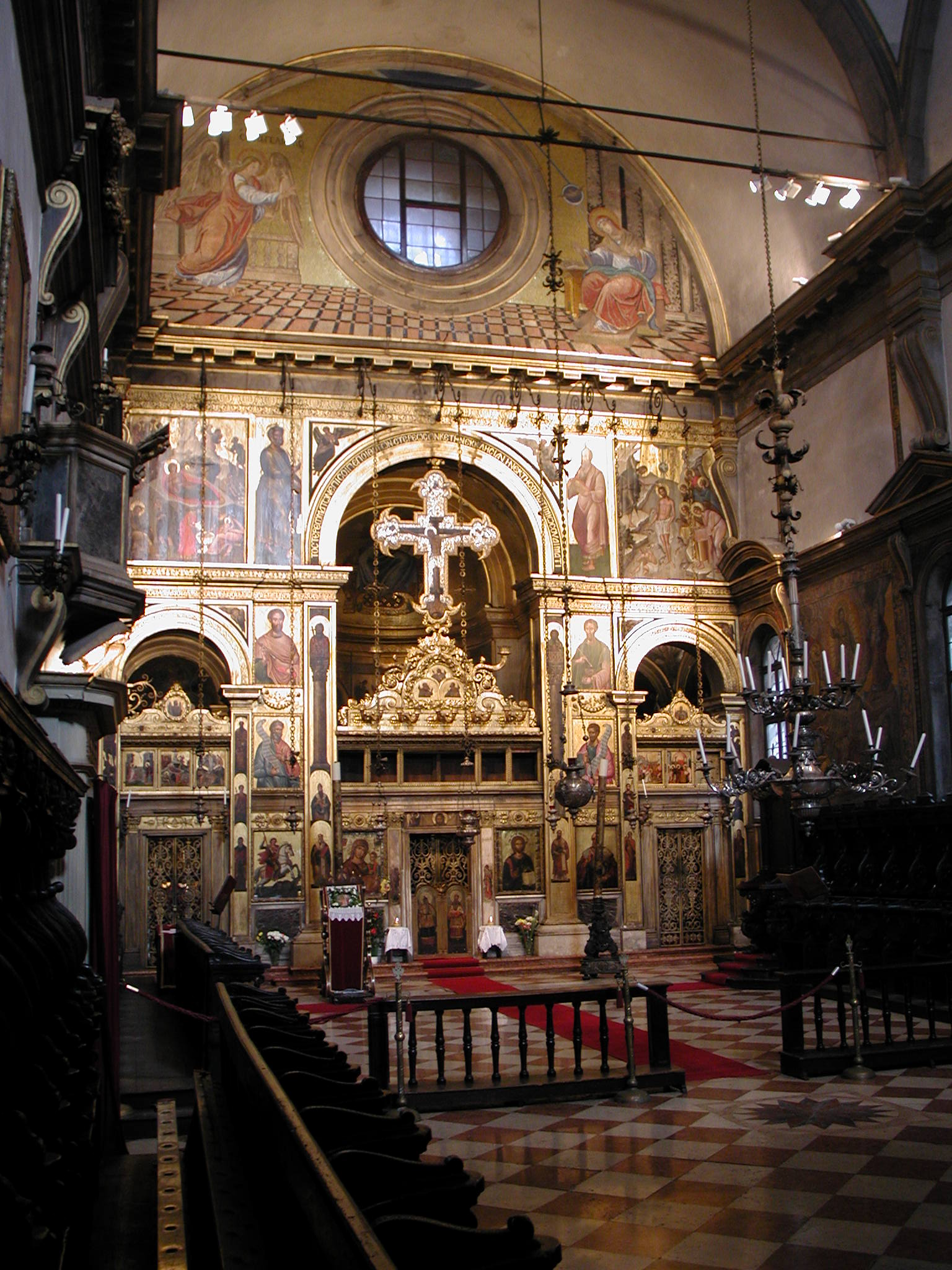
聖ジョルジオ・デイ・グレーチ大聖堂（内部、イコノスタシスが写っている）

聖ジョルジオ・デイ・グレーチ大聖堂（せい - だいせいどう、イタリア語: Chiesa di San Giorgio dei Greci, ギリシア語: Άγιος Γεώργιος των Ελλήνων）は、ヴェネツィアのカステッロ地区にある正教会の大聖堂。コンスタンディヌーポリ総主教庁に所属している。
建設にはヴェネツィア軍に仕えていたギリシャ人兵士達と、ヴェネツィアに住んでいたギリシャ人知識人層が主な担い手となった。1539年に着工、1573年竣工。1797年にナポレオンによってヴェネツィア共和国が解体された際には、教会の所有物がナポレオン軍によって没収されるなどの被害を受けたが、正教徒のコミュニティが消滅するまでには至らなかった。
1991年、コンスタンディヌーポリ総主教庁はイタリア大主教区と南欧エクザルフ区を設置。聖ジョルジオ・デイ・グレーチ大聖堂はこの新大主教区において府主教座聖堂に格上げされ、ヴェネツィアのみならず全イタリアの正教会にとって重要な教会として位置付けられている。